# EICAS

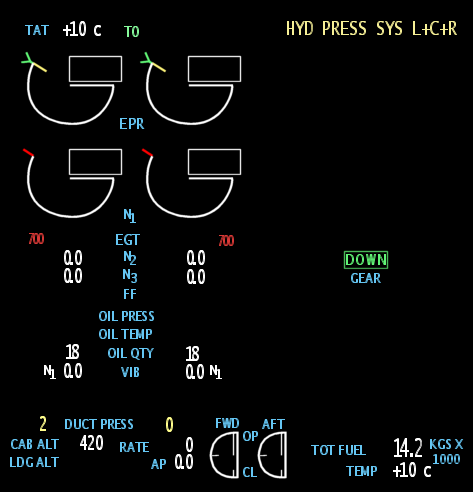
EICAS에서 볼 수 있는 정보의 예

EICAS(Engine Indications and Crew Alerting System)는 조종사에게 엔진 상태, 다른 시스템의 경고 상태를 종합적으로 알려주는 시스템이다.  전시되는 것은 엔진 파라미터(분당 회전수(RPM]), 엔진 내부 온도(ITT), 연료 흐름양(Fuel Flow), 연료량(Fuel Quantity), 오일 압력(Oil Pressure) 등)이다.  또한 유압, 공기압, 방빙, 환경제어 시스템을 지속적으로 감시하여 그 내용을 전시하도록한다.
EICAS는 기관 파라미터를 지시하는 기능, 항공기의 각 시스템 계통을 모니터 하는 기능 및 시스템에 이상이 발생했을 때에 메시지의 시스템을 제조자에 따라서는 ECAM(electronic Centralized Aircraft Moniter)이라고 부르고 있다. 이들 지시장치는 보통, 조종사석과 부조종사석 사이에 기관 스로틀 레버의 상부에 배치되어 있다.
지시장치는 상부의 메인 지시장치와 하부의 보조 지시장치의 2면이 있고, 메인 지시장치에는 주로 기관의 기본 파라미터와 시스템 이상시의 경보 메시지가, 보조 지시장치에는 기관의 2차 파라미터와 각 시스템 계통의 모니터 정보가 지시된다.

## 같이 보기
- FADEC